# Río Inde
El río Inde es un río germano-belga de 54 km que fluye por la provincia de Lieja (Bélgica) y el estado federado germano de Renania del Norte-Westfalia. Es un afluente del río Rur y entrega sus aguas al río Mosa.

## Geografía
El río Inde nace cerca de Raeren, en el este de Bélgica. Atraviesa Aachen-Kornelimünster, Eschweiler e Inden. Es afluente por la izquierda (occidental) del río Rur o Roer y su desembocadura está cerca de la localidad de Jülich. Debido a la minería a cielo abierto de lignito, una sección del curso se desvió cerca de Inden-Lamersdorf en 2003.
Los afluentes del Inde incluyen las corrientes: Omerbach, Otterbach, Saubach, Vichtbach y Wehebach